# ギャビン・キルケニー
ギャビン・キルケニー（Gavin Kilkenny, 2000年2月1日 - ）は、アイルランド・ダブリン出身のサッカー選手。スウィンドン・タウンFC所属。ポジションはミッドフィールダー。

## 経歴
16歳でAFCボーンマスに所属した。2019年の夏には、早くもトップチームに昇格した。直後のプレシーズンマッチのオリンピック・リヨン戦で好成績を残しマン・オブ・ザ・マッチに選出された。
2024年8月30日、スウィンドン・タウンFCに移籍した。